# How I Met Your Mother (phần 8)
Phần thứ tám của loạt phim hài kịch tình huống truyền hình dài tập Hoa Kỳ How I Met Your Mother được thông báo chính thức vào tháng 3 năm 2011 cùng với sự xác nhận về phần chín của bộ phim. Phần phim này được bắt đầu công chiếu từ ngày 24 tháng 9 năm 2012 và kết thúc vào ngày 13 tháng 5 năm 2013.

## Dàn diễn viên

### Diễn viên chính
- Josh Radnor trong vai Ted Mosby (24 tập)
- Jason Segel trong vai Marshall Eriksen (24 tập)
- Cobie Smulders trong vai Robin Scherbatsky (24 tập)
- Neil Patrick Harris trong vai Barney Stinson (24 tập)
- Alyson Hannigan trong vai Lily Aldrin (24 tập)
- Bob Saget trong vai Ted Tương lai (lồng tiếng) (không được ghi tên) (24 tập)

### Diễn viên phụ
- Michael Trucco trong vai Nick Podarutti (6 tập)
- Ashley Williams trong vai Victoria (5 tập)
- Ellen D. Williams trong vai Patrice (4 tập)
- Lyndsy Fonseca trong vai Penny (4 tập)
- David Henrie trong vai Luke (4 tập)
- Chris Elliott trong vai Mickey Aldrin (4 tập)
- Becki Newton trong vai Quinn (3 tập)
- Abby Elliott trong vai Jeanette Peterson (3 tập)
- Kyle Maclachlan trong vai The Captain (3 tập)
- Thomas Lennon trong vai Klaus (2 tập)
- Joe Manganiello trong vai Brad Morris (2 tập)
- Ray Wise trong vai Robin Scherbatsky, Sr. (2 tập)
- Suzie Plakson trong vai Judy Eriksen (2 tập)
- Marshall Manesh trong vai Ranjit (2 tập)

### Diễn viên khách mời
- Geddy Lee trong vai Chính anh (1 tập)
- Steven Page trong vai Chính anh (1 tập)
- Rachel Bilson trong vai Cindy (1 tập)
- Ashley Benson trong vai Carly Whittaker (1 tập)
- Laura Bell Bundy trong vai Becky (1 tập)
- Bill Fagerbakke trong vai Marvin Eriksen, Sr. (1 tập)
- David Burtka trong vai Scooter (1 tập)
- Alexis Denisof trong vai Sandy Rivers (1 tập)
- Peter Gallagher trong vai Professor Vinnick (1 tập)
- Mike Tyson trong vai Chính anh (1 tập)
- Seth Green trong vai Daryl LaCourte (1 tập)
- Ralph Macchio trong vai Chính anh (1 tập)
- William Zabka trong vai Chú hề/Chính anh (1 tập)
- Jayma Mays trong vai Coat-Check Girl (1 tập)
- Keegan-Michael Key trong vai Calvin (1 tập)
- Casey Wilson trong vai Krirsten (1 tập)
- Cristin Milioti trong vai người Mẹ (1 tập)

## Các tập phim
| Số tập tổng thể | Số tập theo phần | Tên tập phim                   | Đạo diễn      | Biên kịch                     | Ngày công chiếu      | Mã sản xuất | Khán giả Hoa Kỳ (theo triệu người) |
| --------------- | ---------------- | ------------------------------ | ------------- | ----------------------------- | -------------------- | ----------- | ---------------------------------- |
| 161             | 1                | "Farhampton"                   | Pamela Fryman | Carter Bays & Craig Thomas    | 24 tháng 9 năm 2012  | 8ALH01      | 8.84                               |
| 162             | 2                | "The Pre-Nup"                  | Pamela Fryman | Carter Bays & Craig Thomas    | 1 tháng 10 năm 2012  | 8ALH02      | 8.17                               |
| 163             | 3                | "Nannies"                      | Pamela Fryman | Chuck Tatham                  | 8 tháng 10 năm 2012  | 8ALH03      | 7.82                               |
| 164             | 4                | "Who Wants to Be a Godparent?" | Pamela Fryman | Matt Kuhn                     | 15 tháng 10 năm 2012 | 8ALH04      | 7.93                               |
| 165             | 5                | "The Autumn of Break-Ups"      | Pamela Fryman | Kourtney Kang                 | 5 tháng 11 năm 2012  | 8ALH05      | 7.22                               |
| 166             | 6                | "Splitsville"                  | Pamela Fryman | Stephen Lloyd                 | 12 tháng 11 năm 2012 | 8ALH06      | 7.95                               |
| 167             | 7                | "The Stamp Tramp"              | Pamela Fryman | Tami Sagher                   | 19 tháng 11 năm 2012 | 8ALH07      | 7.45                               |
| 168             | 8                | "Twelve Horny Women"           | Pamela Fryman | Eric Falconer & Romanski      | 26 tháng 11 năm 2012 | 8ALH08      | 8.73                               |
| 169             | 9                | "Lobster Crawl"                | Pamela Fryman | Barbara Adler                 | 3 tháng 12 năm 2012  | 8ALH09      | 8.26                               |
| 170             | 10               | "The Over-Correction"          | Pamela Fryman | Craig Gerard & Matthew Zinman | 10 tháng 12 năm 2012 | 8ALH10      | 8.82                               |
| 171             | 11               | "The Final Page, Phần 1"       | Pamela Fryman | Dan Gregor & Doug Mand        | 17 tháng 12 năm 2012 | 8ALH11      | 8.70                               |
| 172             | 12               | "The Final Page, Phần 2"       | Pamela Fryman | Carter Bays & Craig Thomas    | 17 tháng 12 năm 2012 | 8ALH12      | 8.70                               |
| 173             | 13               | "Band or DJ?"                  | Pamela Fryman | Carter Bays & Craig Thomas    | 14 tháng 1 năm 2013  | 8ALH13      | 10.51                              |
| 174             | 14               | "Ring Up!"                     | Pamela Fryman | Jennifer Hendriks             | 21 tháng 1 năm 2013  | 8ALH14      | 10.07                              |
| 175             | 15               | "P.S. I Love You"              | Pamela Fryman | Carter Bays & Craig Thomas    | 4 tháng 2 năm 2013   | 8ALH15      | 10.30                              |
| 176             | 16               | "Bad Crazy"                    | Pamela Fryman | Carter Bays & Craig Thomas    | 11 tháng 2 năm 2013  | 8ALH16      | 8.98                               |
| 177             | 17               | "The Ashtray"                  | Pamela Fryman | Carter Bays & Craig Thomas    | 18 tháng 2 năm 2013  | 8ALH17      | 8.85                               |
| 178             | 18               | "Weekend at Barney's"          | Pamela Fryman | George Sloan                  | 25 tháng 2 năm 2013  | 8ALH18      | 8.59                               |
| 179             | 19               | "The Fortress"                 | Michael Shea  | Stephen Lloyd                 | 18 tháng 3 năm 2013  | 8ALH19      | 7.44                               |
| 180             | 20               | "The Time Travelers"           | Pamela Fryman | Carter Bays & Craig Thomas    | 25 tháng 3 năm 2013  | 8ALH20      | 6.99                               |
| 181             | 21               | "Romeward Bound"               | Pamela Fryman | Chuck Tatham                  | 15 tháng 4 năm 2013  | 8ALH21      | 6.58                               |
| 182             | 22               | "The Bro Mitzvah"              | Pamela Fryman | Chris Harris                  | 29 tháng 4 năm 2013  | 8ALH22      | 7.06                               |
| 183             | 23               | "Something Old"                | Pamela Fryman | Carter Bays & Craig Thomas    | 6 tháng 5 năm 2013   | 8ALH23      | 6.99                               |
| 184             | 24               | "Something New"                | Pamela Fryman | Carter Bays & Craig Thomas    | 13 tháng 5 năm 2013  | 8ALH24      | 8.57                               |

## Tỉ suất khán giả
| Số tập | Tên tập phim                 | Ngày công chiếu      | Tỉ suất/Phần | Tỉ suất/Phần (18–49) | Khán giả Hoa Kỳ (theo triệu người) |
| ------ | ---------------------------- | -------------------- | ------------ | -------------------- | ---------------------------------- |
| 1      | Farhampton                   | 24 tháng 9 năm 2012  | 5.4/8        | 3.6/11               | 8.84                               |
| 2      | The Pre-Nup                  | 1 tháng 10 năm 2012  | 5.1/8        | 3.3/9                | 8.17                               |
| 3      | Nannies                      | 8 tháng 10 năm 2012  | 5.1/8        | 3.1/9                | 7.82                               |
| 4      | Who Wants to Be a Godparent? | 15 tháng 10 năm 2012 | 5.0/8        | 3.2/9                | 7.93                               |
| 5      | The Autumn of Break-Ups      | 5 tháng 11 năm 2012  | 4.6/7        | 2.8/7                | 7.22                               |
| 6      | Splitsville                  | 12 tháng 11 năm 2012 | 5.0/7        | 3.0/8                | 7.95                               |
| 7      | The Stamp Tramp              | 19 tháng 11 năm 2012 | 5.1/8        | 2.9/8                | 7.45                               |
| 8      | Twelve Horny Women           | 26 tháng 11 năm 2012 | 5.6/8        | 3.3/9                | 8.73                               |
| 9      | Lobster Crawl                | 3 tháng 12 năm 2012  | 5.3/8        | 3.1/9                | 8.26                               |
| 10     | The Over-Correction          | 10 tháng 12 năm 2012 | 5.7/9        | 3.2/9                | 8.82                               |
| 11/12  | The Final Page               | 17 tháng 12 năm 2012 | 5.4/8        | 3.4/9                | 8.70                               |
| 13     | Band or DJ?                  | 14 tháng 1 năm 2013  | 6.4/10       | 3.9/11               | 10.42                              |
| 14     | Ring Up!                     | 21 tháng 1 năm 2013  | 6.2/9        | 3.7/10               | 10.07                              |
| 15     | P.S. I Love You              | 4 tháng 2 năm 2013   | 6.5/10       | 4.0/11               | 10.30                              |
| 16     | Bad Crazy                    | 11 tháng 2 năm 2013  | 5.8/9        | 3.2/9                | 8.98                               |
| 17     | The Ashtray                  | 18 tháng 2 năm 2013  | 5.6/8        | 3.4/10               | 8.85                               |
| 18     | Weekend at Barney's          | 25 tháng 2 năm 2013  | 5.5/8        | 3.3/10               | 8.59                               |
| 19     | The Fortress                 | 18 tháng 3 năm 2013  | 4.7/7        | 3.0/9                | 7.44                               |
| 20     | The Time Travelers           | 25 tháng 3 năm 2013  | 3.8/6        | 2.7/8                | 6.99                               |
| 21     | Romeward Bound               | 15 tháng 4 năm 2013  | 4.3/7        | 2.7/8                | 6.58                               |
| 22     | The Bro Mitzvah              | 29 tháng 4 năm 2013  | 4.4/7        | 2.7/9                | 7.06                               |
| 23     | Something Old                | 6 tháng 5 năm 2013   | 4.4/7        | 2.6/8                | 6.99                               |
| 24     | Something New                | 13 tháng 5 năm 2013  | 4.4/7        | 3.4/11               | 8.57                               |